# Tombeau d'Ève

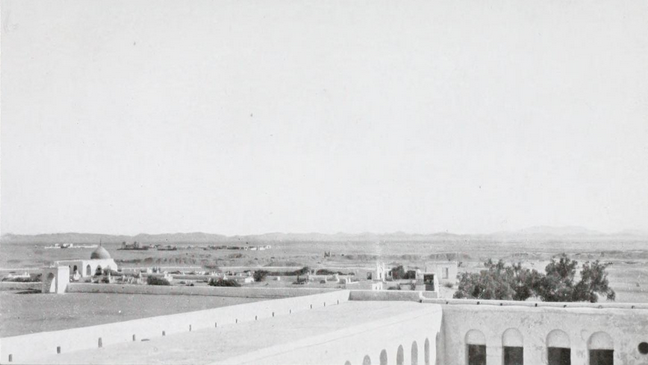
Le tombeau d'Ève à Djeddah, photographie tirée du livre de St. John Philby, The Heart of Arabia (1922).

Le tombeau d'Ève est un site archéologique qui se trouve à Djeddah, en Arabie saoudite. Il a été détruit par les autorités en 1928, et a été scellé par une chape de béton en 1975 .

## Historique
La tradition populaire musulmane attribue cette sépulture présumée à Ève. 
La tombe a été détruite par les autorités saoudiennes en février 1928, au motif qu'elle encourageait la superstition. 
Le site, aujourd'hui occupé par un cimetière, a été scellé par une chape de béton en 1975, par les autorités religieuses saoudiennes voulant faire cesser les prières s'y déroulant, qui sont considérées dans le wahhabisme comme relevant de l'idolâtrie et du polythéisme (shirk).
Toutefois, ce lieu continue d'attirer des pèlerins de nos jours.
Selon la tradition juive, Ève est enterrée dans le tombeau des Patriarches à Hébron en Judée.

## Galerie

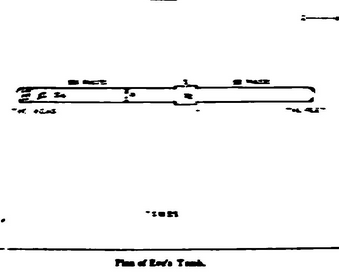
Plan de la tombe dessiné par Richard Francis Burton, 1857.
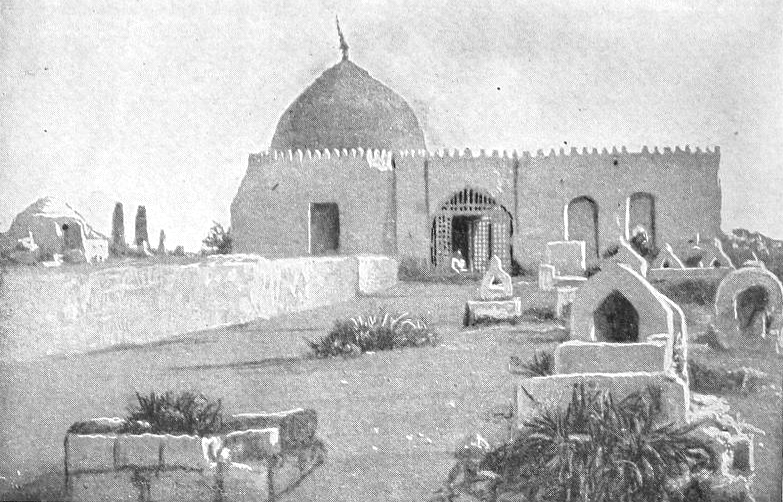
Entrée du tombeau d'Ève, vers 1900.
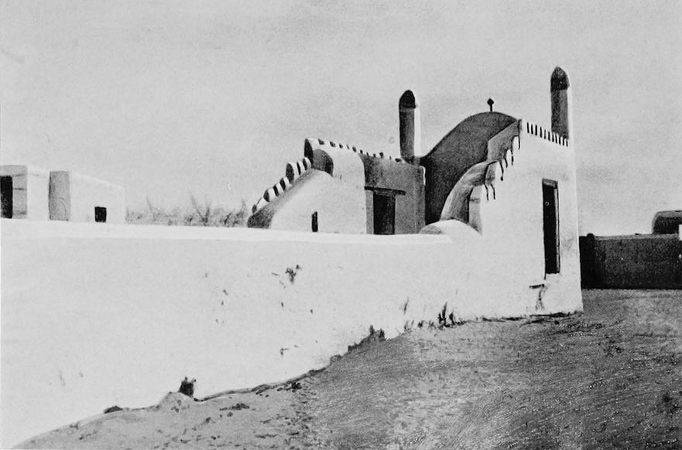
Vue du tombeau en 1913.